# Hara Takashi

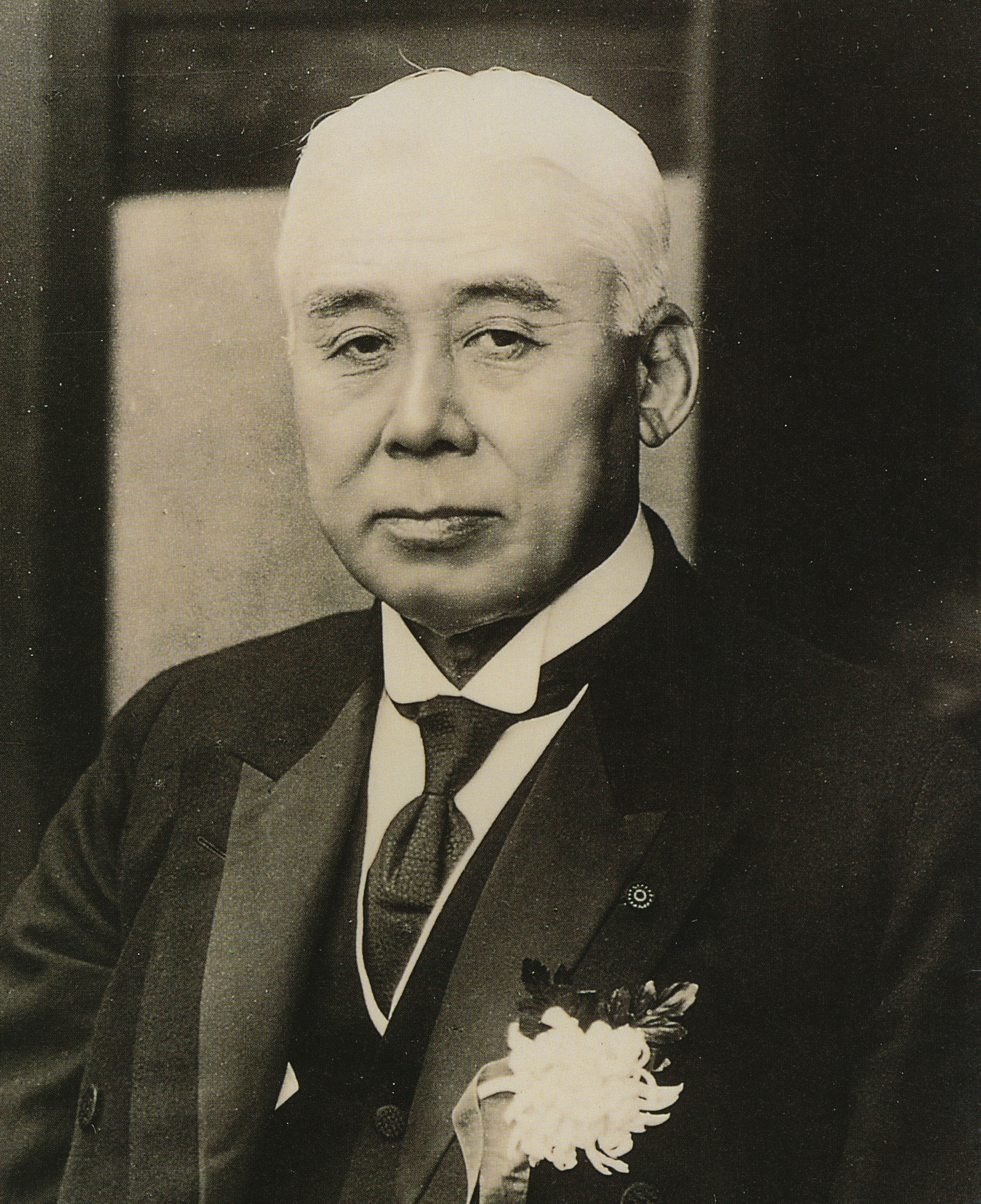
Hara Takashi (1919–21)

Hara Takashi (japanisch 原 敬 Hara Takashi, auch Hara Kei; * 15. März 1856greg./安政3年2月9日jap. im Lehen Morioka; † 4. November 1921 in Tokio) war ein japanischer Politiker und vom 29. September 1918 bis zu seiner Ermordung 1921 der 19. Premierminister Japans. Bekannt wurde er als erster „bürgerlicher“ (d. h. nicht adliger) Premierminister in der japanischen Geschichte und Premier des ersten reinen Parteienkabinetts. Sein Kabinett war eine der Kulminationsphasen der sogenannten Taishō-Demokratie (Taishō-Zeit), unter Bezugnahme auf die nach Yoshihito, dem Taishō-tennō, benannte Epoche (1912–26).

## Jugend
Hara stammte aus einer Samurai-Familie des Lehens (-han) Morioka, der späteren Präfektur (-ken) Morioka, dem heutigen Iwate. Seine Familie widersetzte sich wie das gesamte, von den Nanbu beherrschte Lehen als Teil der Nordallianz im Boshin-Krieg der Meiji-Restauration von 1868 und setzte sich für eine Fortsetzung des Tokugawa-Shogunats des Tokugawa-Clans ein. Hara blieb daher lange ein Außenseiter in der Politik, die von den Clans aus Chōshū und Satsuma dominiert wurde.
Mit 15 verließ Hara seine Heimat und ging nach Tokio. Er scheiterte bei der Aufnahmeprüfung in die Kaiserliche Marineakademie und begann stattdessen ein Studium an einer französischen Missionsschule. Danach wurde er in die Jura-Schule des Justizministeriums aufgenommen, verließ diese aber im Protest nach Studentenunruhen.
Mit 17 wurde Hara katholisch getauft, mit 19 legte er seinen Samurai-Status (士族, shizoku) ab und gehörte fortan zur sozialen Klasse der „Bürger“ (平民, heimin). Zeit seines Lebens weigerte er sich fortan, Adelstitel anzunehmen, beharrte auf seiner Zugehörigkeit zur bürgerlichen Klasse und verfolgte später eine politische Karriere im Abgeordnetenhaus, dem gewählten, bürgerlichen Unterhaus des 1890 eingerichteten Reichstages.

## Hara als Diplomat
Nach einem kurzen Zwischenspiel als Journalist nahm Hara 1882 eine Stelle am Außenministerium an, unter der Protektion von Inoue Kaoru, dem damaligen Außenminister. Kurz darauf wurde Hara zum Generalkonsul in der chinesischen Stadt Tientsin (Tianjin) ernannt, unter Mutsu Munemitsu (1844–1897); Hara stieg auf zum stellvertretenden Außenminister und später zum japanischen Gesandten in Korea. Nach einigen Jahren verließ Hara das Außenministerium und wurde Manager einer Zeitung.

## Parteipolitiker
1900 trat Hara der von Itō Hirobumi neugegründeten Partei Rikken Seiyūkai bei, die in den folgenden Jahrzehnten die dominante politische Kraft in Japan werden sollte. Hara wurde bald Generalsekretär der Partei.
Bei der Wahl am 10. August 1902 wurde Hara im damaligen Wahlkreis Morioka von Iwate ins Unterhaus gewählt und von 1906 bis 1913 bekleidete er in mehreren Kabinetten (ab Januar 1906: Kabinett Saionji I; ab Juli 1908: Kabinett Katsura I; ab August 1911: Kabinett Saionji II; ab Dezember 1912: Kabinett Katsura III; Februar 1913 bis März 1914: Kabinett Yamamoto I) den einflussreichen Posten des Innenministers. Als solcher konsolidierte er die Macht der Partei in den Präfekturen und stärkte den politischen Einfluss der Rikken Seiyukai erheblich.
1914 wurde Hara zum Präsidenten der Rikken Seiyukai gewählt und wurde Nachfolger des mehrmaligen Premierministers Saionji Kimmochi. Unter Haras Führung wurde die Rikken Seiyukai 1917 zur stärksten Kraft im Unterhaus, blieb aber hinter einer absoluten Mehrheit zurück.

## Premierminister

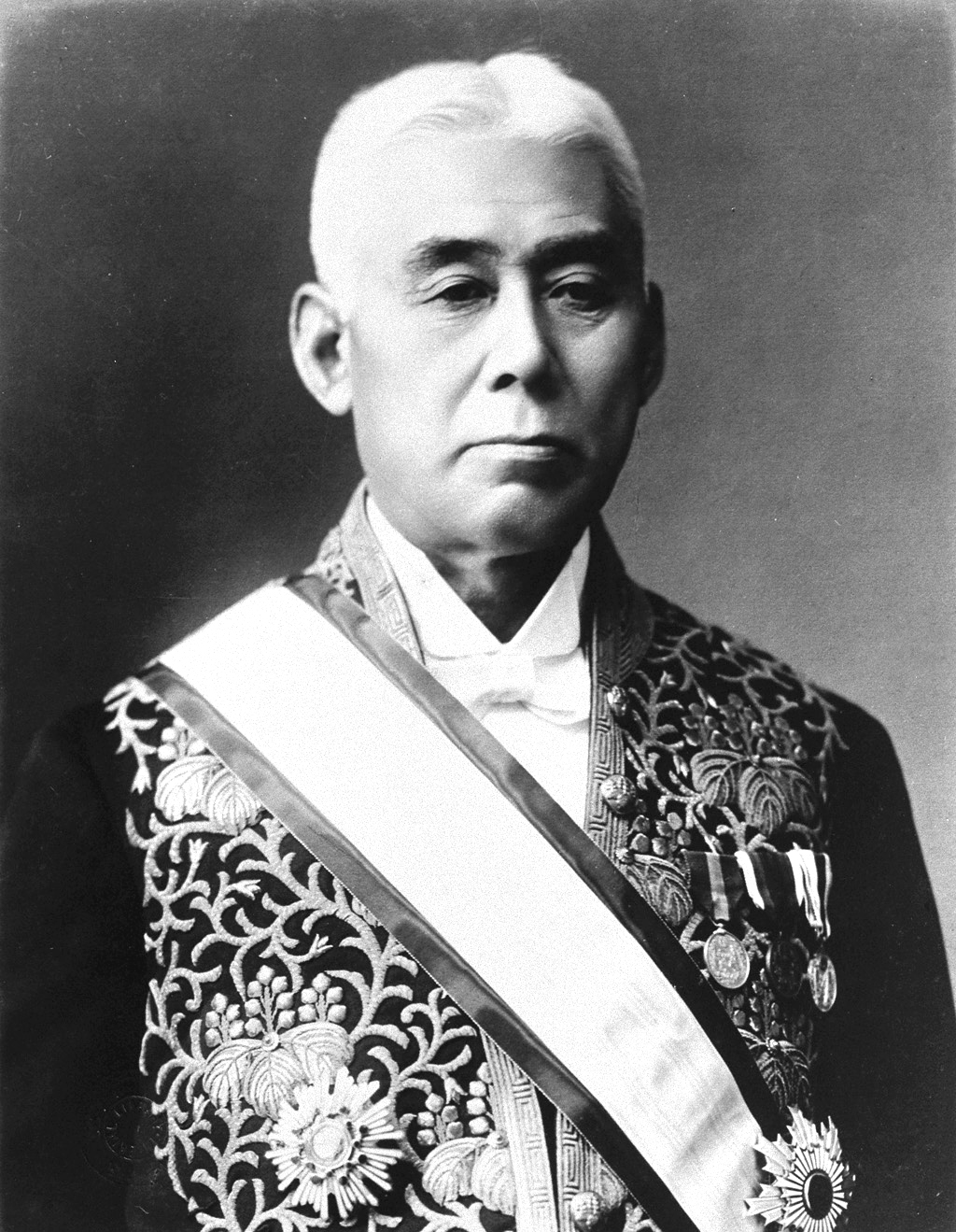
Hara Takashi als Premierminister

Als 1918 Premierminister Terauchi Masatake, ein Armeegeneral und Zögling des Genrō Yamagata Aritomo, dem „Königsmacher“ hinter den Kulissen bis zu seinem Tod 1921, aufgrund der Reisunruhen zurücktreten musste, kam Haras Stunde. Hara hatte sich schon seit Jahren um die Unterstützung von Yamagata bemüht, und auch der Genrō sah nun keine Alternative mehr zu Hara. Hara wurde daher vom Tennō auf Anraten Yamagatas zum Premierminister berufen und bildete am 28. September 1918 sein Kabinett, dem – abgesehen vom Armeeminister und dem Marineminister – ausschließlich Parteipolitiker angehörten. Sein Kabinett war daher das erste reine Parteienkabinett in der japanischen Geschichte. Hara war der erste Unterhausabgeordnete auf dem Posten des Premierministers.
Nach der Machtübernahme verlor Hara rapide an Popularität, u. a. weil er sich gegen die Einführung des allgemeinen Wahlrechts (für Männer) wehrte und das Zensuswahlrecht verteidigte. Während seiner Amtszeit nahm Japan an der Pariser Friedenskonferenz 1919 teil und wurde Gründungsmitglied des Völkerbundes. In Fragen der Außenpolitik konnte Hara nur wenige Probleme lösen, so z. B. die Frage des japanischen Engagements in Sibirien (Sibirische Intervention); die Frage antijapanischer Ausschreitungen in China (Bewegung des vierten Mai, 1919) sowie Aufstände gegen die japanische Kolonialherrschaft in Korea (Bewegung des ersten März, 1919).
1921 wurde Hara im Bahnhof Tokio von einem Weichensteller erstochen.
Als bedeutendste Hinterlassenschaft Haras gilt sein Tagebuch (原日記 Hara nikki), bis heute die wichtigste Quelle für Historiker, die sich mit der Geschichte der Taishō-Zeit beschäftigen.